# Eparchia kostomukszańska
Eparchia kostomukszańska – jedna z eparchii Rosyjskiego Kościoła Prawosławnego, z siedzibą w Kostomukszy.
Eparchia została erygowana decyzją Świętego Synodu Rosyjskiego Kościoła Prawosławnego z 29 maja 2013 poprzez wydzielenie z eparchii pietrozawodzkiej i karelskiej. Od momentu powstania jest częścią składową metropolii karelskiej.
Eparchia obejmuje terytorium rejonów biełomorskiego, kalewalskiego, kiemskiego, kostomukszańskiego, łouchskiego, mujezierskiego i siegieskiego Republiki Karelii.

## Biskupi kostomukszańscy
- Ignacy (Tarasow), 2013–2020
- Borys (Baranow), od 2020